# Brachytarsina alluaudi
Brachytarsina alluaudi är en tvåvingeart som först beskrevs av Falcoz 1923.  Brachytarsina alluaudi ingår i släktet Brachytarsina och familjen lusflugor.
Artens utbredningsområde är Kenya. Inga underarter finns listade i Catalogue of Life.